# Papa-mel-de-pescoço-amarelo
O papa-mel-de-pescoço-amarelo (Manorina flavigula) é uma espécie de melifagídeo colonial, endêmica da Austrália. A distinta garupa branca é fácil de ser observada no campo e a distingue das outras espécies. Eles são passeriformes cinzentos de tamanho médio com marcas amarelas na garganta, pernas e manchas nuas ao redor dos olhos. O nome comum em inglês “miner” é uma grafia alternativa da palavra myna (em português: mainá), mynah ou minah, e é compartilhado com outros membros do gênero Manorina [en]. Embora eles tenham sido originalmente nomeados devido à sua semelhança com o mainato-de-mascarilha-amarela do sul e sudeste da Ásia, que compartilha o mesmo tapa-olho amarelo e as mesmas pernas, o mainato-de-mascarilha-amarela é da família dos estorninhos e não está intimamente relacionado à família dos melifagídeos. O mainato-de-mascarilha-amarela é uma praga agressiva introduzida na Austrália, o que causa alguma confusão com o papa-mel-de-pescoço-amarelo agressivo nativo.
O papa-mel-de-pescoço-amarelo se alimenta de invertebrados, néctar, pólen, lagarta e sementes. Eles são os mais amplamente distribuídos do gênero Manorina e habitam florestas abertas e matagais na maior parte da Austrália. Eles vivem em grupos, são sociais, barulhentos e defendem o território ou os recursos de outras espécies de aves. Seu comportamento é geralmente comparado ao de seu parente próximo, o papa-mel-barulhento, pois compartilham posturas, chamados e interações, embora eles não sejam tão bem estudados.

## Taxonomia
Em 1840, John Gould batizou o papa-mel-de-pescoço-amarelo de Manorina flavigula, que significa “pássaro de narinas finas e pescoço amarelo”. Ele pertence à família dos melifagídeos (Meliphagidae), que faz parte da superfamília Meliphagoidea. A superfamília também inclui os membros das famílias Acanthizidae, Dasyornithidae, Maluridae e Pardalotidae. Eles compartilham o gênero Manorina com três outras três espécies australianas: o papa-mel-sininho (M. melanophrys), o papa-mel-barulhento (M. melanocephala) e o  papa-mel-de-orelha-preta (M. melanotis), ameaçado de extinção. O papa-mel-de-pescoço-amarelo, o papa-mel-de-orelha-preta e o papa-mel-barulhento são muito semelhantes em aparência e foram classificados anteriormente no gênero Myzantha, que às vezes ainda é listado como o subgênero dessas espécies. A partir da análise genética, os parentes mais próximos do gênero Manorina são os melifagídeos do gênero Melidectes da Nova Guiné e da Nova Bretanha.
Há cinco subespécies do papa-mel-de-pescoço-amarelo: Manorina flavigula melvillenis (Mathews, 1912), Manorina flavigula lutea (Gould, 1840), Manorina flavigula wayensis (Mathews, 1912), Manorina flavigula flavigula (Gould, 1840) e Manorina flavigula obscura (Gould, 1841). M. f. lutea foi reconhecido como uma espécie separada em 1913. M. f. obscura foi classificado anteriormente com o papa-mel-de-orelha-preta como papa-mel-escuro, embora a subespécie obscura não se sobreponha em termos de área de distribuição ao papa-mel-de-orelha-preta. Uma das principais ameaças ao papa-mel-de-orelha-preta, ameaçado de extinção, é o fato de que ele se hibridiza facilmente com o papa-mel-de-pescoço-amarelo onde eles coexistem, fazendo com que alguns sugiram que o papa-mel-de-orelha-preta deveria ser considerado uma subespécie do papa-mel-de-pescoço-amarelo. No entanto, pesquisas posteriores demonstraram que, antes da alteração drástica do habitat preferido do papa-mel-de-orelha-preta, que começou por volta de 1950, as duas espécies tinham caracteres fenotípicos separáveis, portanto, deveriam ser consideradas espécies distintas.

## Descrição

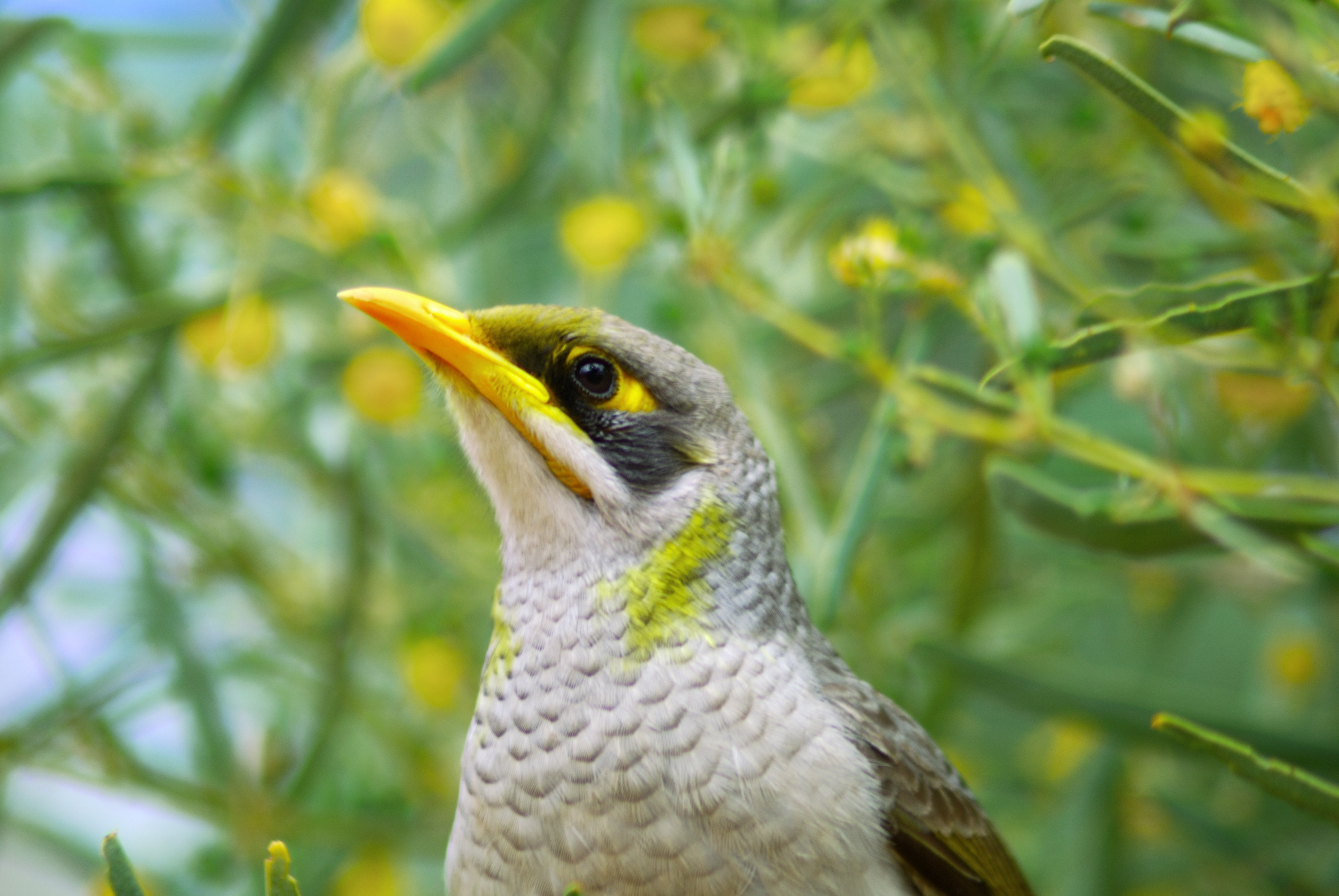
Em Yulara, Território do Norte, Austrália.

A cor e a forma do papa-mel-de-pescoço-amarelo são muito semelhantes às do papa-mel-barulhento e do papa-mel-de-orelha-preta, intimamente relacionados. Um melifagídeo de tamanho médio, ele atinge um comprimento total de 22 a 28 centímetros, um comprimento de asa de 12-13,8 cm, e um comprimento de bico de 25 mm. Os adultos pesam entre 50 g e 61 g. O papa-mel-de-pescoço-amarelo, o papa-mel-barulhento e o papa-mel-de-orelha-preta compartilham uma superfície dorsal cinza-escura com padrão cinza médio nas penas. As asas são cinza-escuras com níveis variados de realce amarelo. A plumagem ventral é cinza-claro a branco com recortes cinza-claro no peito. A plumagem ao redor do olho é preta. O bico e a pele nua ao redor dos olhos são amarelos brilhantes, e a íris é marrom. As pernas também são amarelas, embora a tonalidade e o brilho variem. Os filhotes têm o peito cinza-claro, macio e indefinido, sem recortes. Os pássaros imaturos podem ser identificados na mão pela retenção de rémiges e rectrizes juvenis, que são mais amarronzados. Eles se distinguem dos outros melifagídeos por sua garupa branca e limpa, em vez do cinza contínuo do dorso que o papa-mel-barulhento e o papa-mel-de-orelha-preta têm. A garupa branca é claramente visível quando eles estão voando, portanto, essa característica é frequentemente usada no campo onde duas espécies de melifagídeos se sobrepõem. O papa-mel-de-pescoço-amarelo tem uma quantidade variável de realce amarelo acima e abaixo do bico, na testa e no queixo, bem como nas laterais da garganta. Isso difere do papa-mel-barulhento, que tem branco acima do bico e nenhum destaque amarelo na testa ou no pescoço, mas podem ter uma pequena quantidade de amarelo no queixo. O papa-mel-de-pescoço-amarelo tem penas mais claras na mandíbula inferior em comparação com a garganta, enquanto o papa-mel-de-orelha-preta tem penas mais escuras na mandíbula inferior em comparação com a garganta. Os híbridos entre o papa-mel-de-pescoço-amarelo e o papa-mel-de-orelha-preta têm uma variedade de tons na garupa e na mandíbula inferior. As diferentes raças de papa-mel-de-pescoço-amarelo têm pequenas variações de cor e tamanho. O M. f. obscura é conhecido por ser mais escuro e o M. f. lutea é mais amarelo.

## Distribuição e habitat
O papa-mel-de-pescoço-amarelo tem a distribuição mais ampla das espécies de Manorina e é encontrado na maior parte da Austrália, exceto a leste da Cordilheira Australiana, na Península do Cabo York, no nordeste do Território do Norte e em pequenas áreas das regiões mais secas da Austrália Central. O M. f. wayensis tem a maior distribuição no centro da Austrália Ocidental até o oeste de Queensland. M. f. flavigula é a subespécie mais oriental e abrange a maior parte de Queensland, exceto a Península do Cabo York e a costa do sudeste de Queensland ao sul, e se estende para o sul através de Nova Gales do Sul e do interior de Victoria. O M. f. lutea se estende pela parte norte da Austrália Ocidental e pelo Território do Norte. O M. f. obscura ocorre no sudoeste da Austrália Ocidental. O M. f. melvillenis é encontrado na parte norte do Território do Norte.
Eles são encontrados principalmente em regiões áridas e semiáridas, mas se estendem a áreas temperadas, subtropicais e tropicais. São encontrados em bosques e matagais, incluindo Acacia, Eucalyptus, mallee e Casuarina. Semelhante ao papa-mel-barulhento, eles gostam de bordas de florestas e, portanto, se adaptam bem a habitats perturbados, podendo ser encontrados em vegetação rasteira e ao longo de estradas ou ao lado de terras desmatadas. Eles gostam de vegetação rasteira e recolonizam habitats restaurados, mas raramente são encontrados em vegetação densa. Embora prefiram alguma cobertura arbórea, eles se aventuram mais em áreas abertas, como pastos, do que o papa-mel-barulhento.

## Comportamento

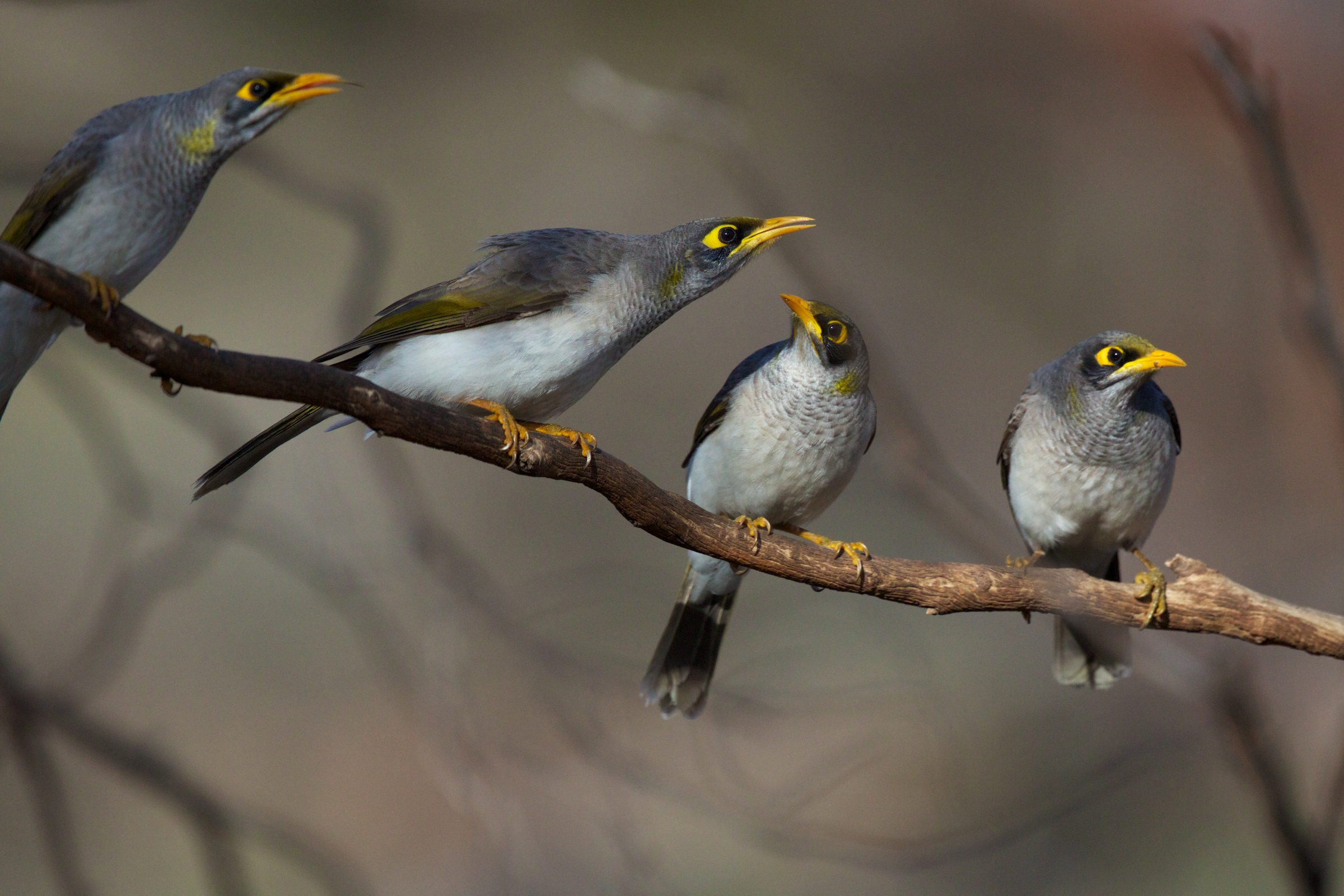
Espécimes de papa-mel-de-pescoço-amarelo socializando.

Observou-se que o comportamento é semelhante ao de outras espécies de Manorina, mas o papa-mel-de-pescoço-amarelo não é tão bem estudado quanto o papa-mel-barulhento ou o papa-mel-sininho. As comparações de comportamento geralmente são feitas com o papa-mel-barulhento, pois eles parecem ser mais semelhantes: ambos preferem florestas mais abertas e se adaptam bem a certos tipos de habitats perturbados. O papa-mel-de-pescoço-amarelo é possivelmente menos sedentário do que as outras espécies, embora ocorra em alguns locais durante todo o ano e não haja padrões de migração conhecidos para ele. Eles são vistos com mais frequência em grupos maiores durante a estação não reprodutiva, mas é provável que sejam apenas movimentos locais.

### Organização social e agressividade
O papa-mel-de-pescoço-amarelo, como as outras espécies de Manorina, tem uma estrutura social complexa e pode viver em grupos comunitários de até 50 aves. Eles são frequentemente encontrados em grupos menores de até uma dúzia de aves e, às vezes, em pares ou solitários. Não foram realizados estudos comportamentais importantes, mas eles parecem ter uma estrutura social semelhante à do papa-mel-barulhento, pois compartilham muitos chamados, posturas e comportamentos interativos. Os chamados são mais agudos do que os chamados do papa-mel-barulhento, mas são facilmente reconhecíveis como um chamado de papa-mel. Eles são vigilantes e, com frequência, são os primeiros a se alarmar quando um predador aparece. Assim como as outras espécies de Manorina, eles são conhecidos por serem muito agressivos com outros pássaros, especialmente insetívoros menores e melifagídeos. Eles foram observados monopolizando pequenos trechos de vegetação remanescente ao longo de estradas e dividindo cercados, o que corta os corredores de passagem de pássaros menores. O papa-mel-de-pescoço-amarelo, assim como seus parentes, o papa-mel-sininho e o papa-mel-barulhento, foi associado à redução da riqueza de espécies de pássaros e à maior abundância de psilídeos em mallee perturbado em Victoria. No entanto, um estudo de acompanhamento constatou que a remoção do papa-mel-de-pescoço-amarelo não aumentou significativamente a riqueza de aves, como ocorreu em estudos com o papa-mel-sininho e o papa-mel-barulhento. Embora o papa-mel-de-pescoço-amarelo afaste muitas espécies e não tenha medo de atacar pássaros maiores, descobriu-se que ele compartilha o território com o açougueiro-cinzento [en] e o verdugo-de-peito-preto [en], e até mesmo faz ninhos próximos a essas espécies. Isso é surpreendente, pois as espécies citadas também são agressivas e predam ninhos e pássaros, inclusive espécies maiores do que o papa-mel-de-pescoço-amarelo, mas essa associação pode ser para melhorar a defesa mútua de ambas as espécies, já que o papa-mel-de-pescoço-amarelo é muito atento e barulhento à aproximação de um predador. Embora muitas vezes seja agressivo com outras espécies, o papa-mel-de-pescoço-amarelo também foi observado se alimentando com bandos mistos de melifagídeos, incluindo papa-mel-barulhento, papa-mel-de-colar-branco [en], pássaros do gênero Philemon [en] e papa-mel-de-faces-azuis [en].

### Alimentação
Como a maioria dos melifagídeos, o papa-mel-de-pescoço-amarelo tem uma dieta variada, que inclui invertebrados, néctar e, ocasionalmente, frutas. A alimentação é uma atividade ativa, gregária e barulhenta, geralmente realizada em pequenos grupos de cinco a dez pássaros, mas às vezes em pares, ocasionalmente em grupos grandes e às vezes com outras espécies de melifagídeos. O papa-mel-de-pescoço-amarelo forrageia no dossel, sondando as flores em busca de néctar e respigando folhas e cascas em busca de aranhas e insetos. No entanto, eles respigam menos do que as outras espécies de Manorina. O papa-mel-de-pescoço-amarelo captura insetos na asa, usando o método sally-stall em cerca de 6% do tempo, e usa mais manobras com as asas do que as outras espécies de Manorina. Eles também forrageiam no solo, sondando ervas, folhas e pedras em busca de invertebrados. A proporção de insetos em relação ao néctar varia entre os estudos, de 65:35 a 70:30. Os filhotes são alimentados quase que exclusivamente com insetos até que se desenvolvam e comecem a explorar as flores em busca de néctar.

### Reprodução

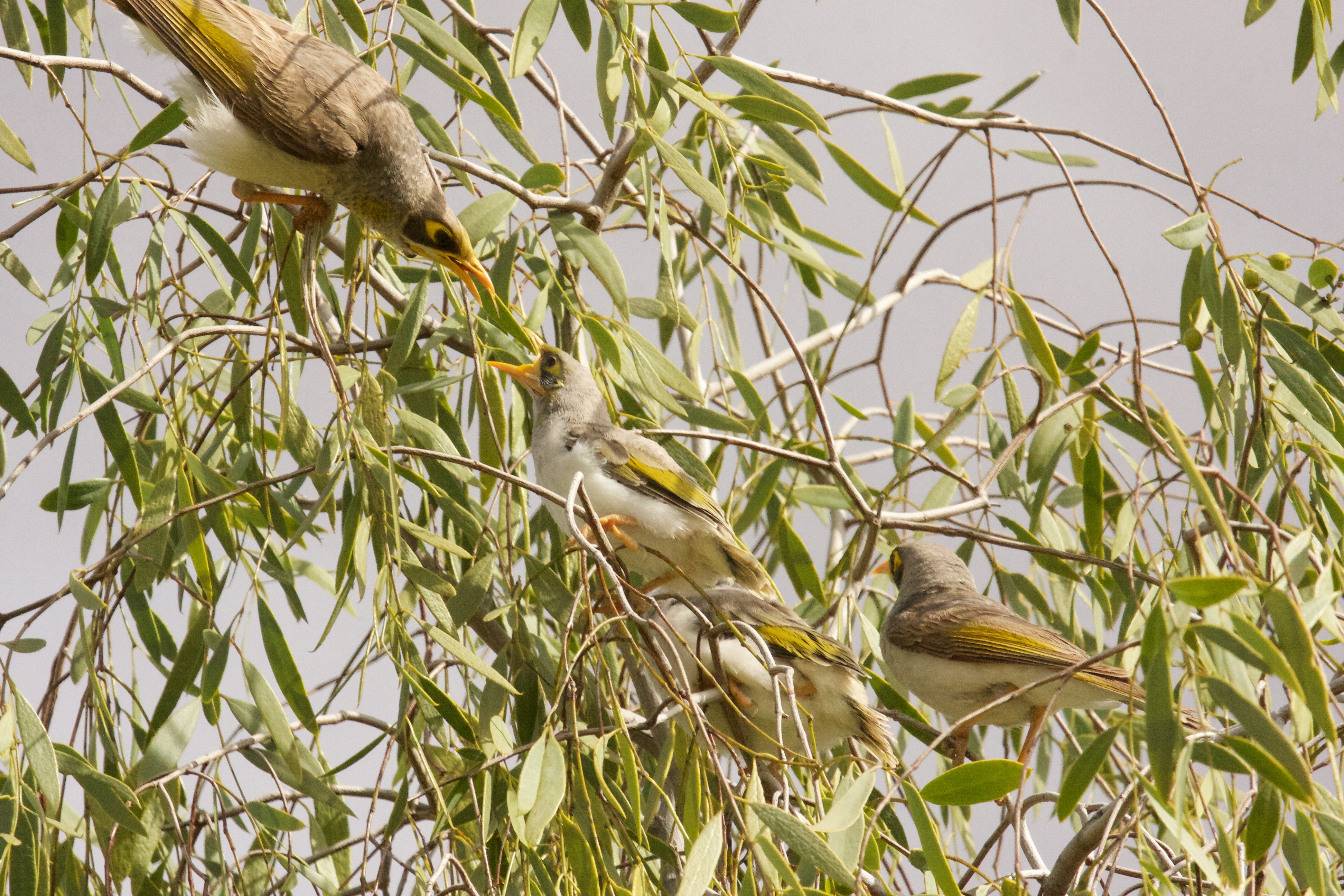
Família de papa-mel-de-pescoço-amarelo, Kilcowera Station, Queensland.

Como ocorre com as outras espécies de Manorina, a reprodução cooperativa e colonial é comum, mas a reprodução também foi registrada em pares isolados. As tentativas de reprodução em pares sem ajudantes têm uma taxa de insucesso mais alta. A reprodução foi registrada durante todo o ano, mas é mais comum de agosto a outubro, e várias ninhadas são comuns. O ninho é um ninho padrão em forma de xícara ou tigela construído na forquilha de uma árvore com boa cobertura. É construído com galhos e gramíneas trançados e um revestimento interno macio e espesso, geralmente de lã. É semelhante, mas mais substancioso do que o ninho do papa-mel-barulhento. O tamanho da ninhada é normalmente de três ou quatro ovos, mas há registros de dois e cinco ovos. Os ovos são de coloração rosa com manchas concentradas na extremidade maior. As fêmeas normalmente fazem toda a incubação, mas os machos foram registrados incubando em situações de vento forte. Os ovos eclodem após um período de incubação de 15 a 16 dias. Tanto os pais quanto os ajudantes disponíveis alimentam os filhotes no ninho. Foram observados até sete pássaros nos ninhos. Os ajudantes não foram estudados, mas geralmente são machos jovens ou não acasalados tanto o papa-mel-sininho quanto o papa-mel-barulhento. Os ninhos podem ser parasitados pelo cuco-pálido ou por aves do gênero Eudynamys. Observou-se que o parasitismo por cucos-pálidos chega a 12%.

#### Hibridização e o papa-mel-de-orelha-preta

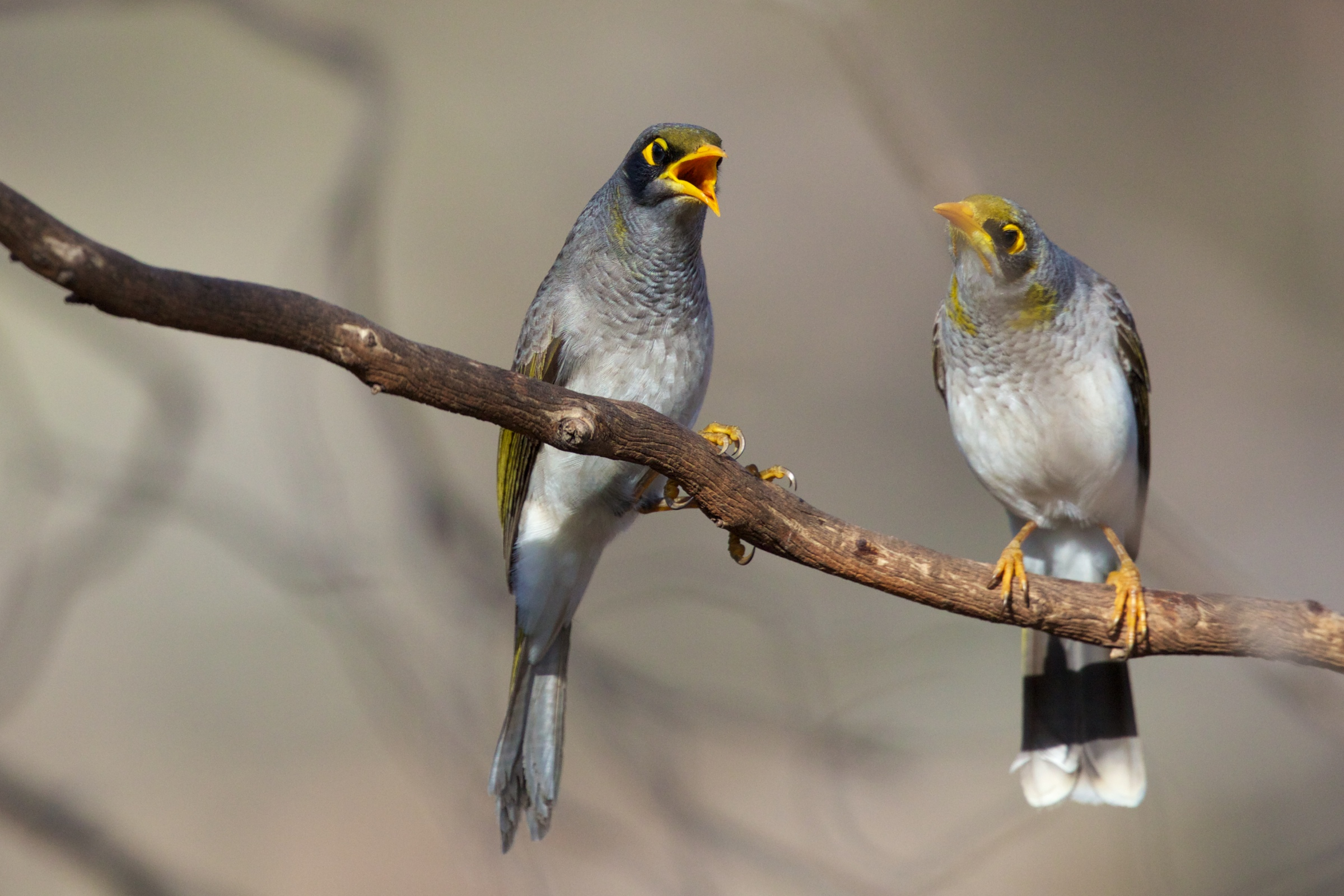
À esquerda, um híbrido de papa-mel-de-pescoço-amarelo × papa-mel-de-orelha-preta (observe a faixa escura sob a mandíbula inferior, menos amarelo na garganta e cabeça mais escura), enquanto à direita um papa-mel-de-pescoço-amarelo típico, Gluepot Reserve.

O papa-mel-de-pescoço-amarelo pode hibridizar com o papa-mel-barulhento e com o papa-mel-de-orelha-preta, ameaçados de extinção, mas os híbridos com o papa-mel-barulhento parecem ser raros, embora suas áreas de distribuição se sobreponham significativamente e eles sejam vistos em bandos mistos. No entanto, a hibridização com o papa-mel-de-orelha-preta é uma das maiores ameaças à existência contínua do papa-mel-de-orelha-preta. O papa-mel-de-orelha-preta prefere o habitat de mallee espesso e maduro, portanto, só encontrou com pouca frequência o papa-mel-de-pescoço-amarelo até o desmatamento do mallee maduro em meados do século XX. Terras perturbadas e parcialmente desmatadas são preferidas pelo papa-mel-de-pescoço-amarelo, que rapidamente se expandiu para a paisagem recém-aberta e começou a se reproduzir com o papa-mel-de-orelha-preta. A análise mostra que, antes de 1950, as duas espécies tinham fenótipos distintos, mas hoje há um continuum devido à hibridização. O abate de papa-mel-de-pescoço-amarelo foi feito para tentar evitar a hibridização em reservas que abrigam as pequenas populações de papa-mel-de-orelha-preta geneticamente distintas remanescentes.